# Annamanum fuscomaculatum
Annamanum fuscomaculatum är en skalbaggsart som beskrevs av Stefan von Breuning 1979. Annamanum fuscomaculatum ingår i släktet Annamanum och familjen långhorningar. Inga underarter finns listade i Catalogue of Life.